# 15899 Silvain
15899 Silvain (1997 RR1) là một tiểu hành tinh vành đai chính được phát hiện ngày 3 tháng 9 năm 1997 bởi P. Antonini ở Bedoin.